# Oskar Welzl
Oskar Welzl (* 30. Juni 1928 in St. Pölten; † 20. November 2019 in Linz) war ein österreichischer Rechtsanwalt. Er war Vizepräsident des Österreichischen Rechtsanwaltskammertages sowie zwischen 1985 und 1997 Präsident der Oberösterreichischen Rechtsanwaltskammer.

## Leben
Oskar Welzl wurde als Sohn des gleichnamigen Staatsanwaltes in St. Pölten und späteren Oberstaatsanwaltes in Linz geboren.
Nach der Matura am Akademischen Gymnasium in Linz und dem Studium der Rechtswissenschaften in Wien arbeitete er ab 1952 als Rechtsanwaltsanwärter in Linz. Seit 1958 ist er dort Rechtsanwalt. Von 1985 bis 1997 war Welzl Präsident der Oberösterreichischen Rechtsanwaltskammer und Vizepräsident des Österreichischen Rechtsanwaltskammertages. Nach Beendigung seiner Funktion als Präsident der Oberösterreichischen Rechtsanwaltskammer wurde er von der Hauptversammlung am 5. September 1997 zum Ehrenpräsidenten gewählt.
Ab 1988 gehörte er dem Kuratorium zur Gründung des Ludwig-Boltzmann-Institutes an und war von 1988 bis 1992 Vorsitzender der Landeskonferenz der Freien Berufe Oberösterreichs.

## Auszeichnungen
- Großes Ehrenzeichen für Verdienste um die Republik Österreich (12. Februar 1988)
- Goldenes Ehrenzeichen des Landes Oberösterreich (9. Oktober 1991)
- Großes Silbernes Ehrenzeichen für Verdienste um die Republik Österreich (22. September 1998)[2]
- Goldenes Doktorat der Universität Wien